# Municipalità di Ashfield
La municipalità di Ashfield è una local government area che si trova nel Nuovo Galles del Sud. Si estende su una superficie di 8,29 chilometri quadrati e ha una popolazione di 42 787 abitanti. La sede del consiglio si trova ad Ashfield.

## Sobborghi
La municipalità comprende i sobborghi di:
- Ashfield
- Dobroyd Point
- Haberfield
- Summer Hill

e parte dei sobborghi di:
- Ashbury
- Croydon
- Hurlstone Park
- Croydon Park

## Consiglio
Il consiglio della municipalità di Ashfield è composto da dodici consiglieri eletti con il metodo proporzionale. Il sindaco viene eletto in maniera indiretta.